# Municipio de Duncan (Pensilvania)
El municipio de Duncan (en inglés: Duncan Township) es un municipio ubicado en el condado de Tioga en el estado estadounidense de Pensilvania. En el año 2000 tenía una población de 213 habitantes y una densidad poblacional de 2 personas por km².

## Geografía
El municipio de Duncan se encuentra ubicado en las coordenadas 41°37′00″N 77°14′29″O / 41.61667, -77.24139.

## Demografía
Según la Oficina del Censo en 2000 los ingresos medios por hogar en la localidad eran de $28,250 y los ingresos medios por familia eran $40,625. Los hombres tenían unos ingresos medios de $26,875 frente a los $20,417 para las mujeres. La renta per cápita para la localidad era de $27,001. Alrededor del 6,8% de la población estaban por debajo del umbral de pobreza.